# Riverleigh
Riverleigh är en ort i Australien. Den ligger i kommunen North Burnett och delstaten Queensland, omkring 280 kilometer nordväst om delstatshuvudstaden Brisbane.
Trakten runt Riverleigh är nära nog obefolkad, med mindre än två invånare per kvadratkilometer.. Det finns inga andra samhällen i närheten.
I omgivningarna runt Riverleigh växer huvudsakligen savannskog. Genomsnittlig årsnederbörd är 808 millimeter. Den regnigaste månaden är mars, med i genomsnitt 138 mm nederbörd, och den torraste är augusti, med 19 mm nederbörd.